# Станционный-Полевской
Станцио́нный-Полевско́й — посёлок в Полевском муниципальном округе Свердловской области России. Ранее был центром Станционного сельсовета города Полевского.

## География
Посёлок Станционный-Полевской расположен в 8 километрах (по автодороге в 16 километрах) к юго-востоку от города Полевского, преимущественно на левом берегу реки Чусовой. В посёлке расположена железнодорожная станция Полевской направления Екатеринбург — Челябинск.

## История
Решением Свердловского облисполкомов (промышленного и сельского) № 12-5 от 16.01.1964 г. населённый пункт при железнодорожной станции Полевская переименован в посёлок Станционный-Полевской.

## Князе-Владимирская церковь
В 2003 году была построена деревянная однопрестольная церковь. 25 июля 2003 года она была освящена во имя святого равноапостола князя Владимира.

## Население
| 2002 | 2010  |
| ---- | ----- |
| 1110 | ↘1007 |